# 平山眞
平山 眞（ひらやま まこと）は、日本の総務官僚。総務省大臣官房政策評価審議官や、総務省人事・恩給局次長、内閣官房内閣審議官、総務省政策統括官等を歴任した。

## 人物・経歴
山形県出身。1979年東京大学法学部卒業、総理府入庁。公害等調整委員会法規係長を経て、1985年総務課課長補佐。1994年総務庁長官官房交通安全対策室調査官兼北方対策本部参事官。1996年総務庁長官官房参事官（広報・渉外担当）。1997年総務庁長官官房総務課広報室長併任。1998年総務庁長官官房参事官（公務員制度に関する総合調整に関すること）。
2000年総理府賞勲局審査官。2002年総務省大臣官房管理室長。2004年総務省人事・恩給局総務課長。2006年総務省大臣官房参事官。2007年総務省大臣官房政策評価審議官、電気通信事業紛争処理委員会事務局長。2008年総務省人事・恩給局次長、内閣官房内閣審議官（内閣官房副長官補付）、内閣官房行政改革推進室審議官。
同年内閣府官民人材交流センター審議官。2010年総務省人事・恩給局次長。2012年内閣官房内閣審議官（内閣官房副長官補付）、内閣官房行政改革実行本部事務局審議官併任。同年総務省政策統括官（統計基準担当）。2015年総務省政策統括官（統計基準担当兼恩給担当）。同年定年退官、内閣官房内閣人事局人事制度研究官。青少年国際交流推進センター評議員。